# Synallaxis hypochondriaca
A Synallaxis hypochondriaca a madarak (Aves) osztályának verébalakúak (Passeriformes) rendjébe és a fazekasmadár-félék (Furnariidae) családjába tartozó faj.

## Rendszerezése
A fajt Osbert Salvin angol ornitológus írta le 1895-ben, a Siptornis  nembe Siptornis hypochondriacus néven. Egyes szervezetek Siptornopsis  nembe sorolják Siptornopsis hypochondriaca vagy Siptornopsis hypochondriacus néven.

## Előfordulása
Dél-Amerika északnyugati részén, az Andok-hegységben, Peru területén honos. Természetes élőhelyei a szubtrópusi vagy trópusi magaslati cserjések. Állandó, nem vonuló faj.

## Megjelenése
Testhossza 19 centiméter, testtömege 23-26 gramm.

## Természetvédelmi helyzete
Az elterjedési területe kicsi, élőhelye csökkenése miatt egyedszáma is csökken. A Természetvédelmi Világszövetség Vörös listáján mérsékelten fenyegetett fajként szerepel.